# Мидекин
Мидекин (фр. Midékin) — деревня в Чаде, расположенная на территории региона Хаджер-Ламис.

## Географическое положение
Деревня находится в западной части Чада, на правом берегу реки Шари, вблизи государственной границы с Камеруном, на высоте 274 метров над уровнем моря.
Населённый пункт расположен на расстоянии приблизительно 51 километра к северо-северо-западу (NNW) от столицы страны Нджамены.

## Климат
Климат деревни характеризуется как аридный жаркий (BWh в классификации климатов Кёппена). Среднегодовая температура воздуха составляет 28 °C. Средняя температура самого холодного месяца (января) составляет 22,8 °С, самого жаркого месяца (мая) — 32,4 °С. Расчётная многолетняя норма осадков — 393 мм. В течение года количество осадков распределено неравномерно, основная их масса выпадает в период с мая по октябрь. Наибольшее количество осадков выпадает в августе (132 мм).

## Транспорт
Ближайший аэропорт расположен в Нджамене.